# Abraxas sexstrigata
Abraxas sexstrigata là một loài bướm đêm trong họ Geometridae.